# Мелекеска (притока Адамки)
Мелеке́ска (рос. Мелекеска) — річка в Граховському районі Удмуртії, Росія, права притока Адамки.
Довжина річки становить 5 км. Бере початок між селами Великий Шубер та Ягі-Каксі на Можгинської височини, впадає до Адамки нижче села Грахово. Річка у верхній течії пересихає влітку.
В нижній течії збудовано автомобільний міст на шляху Грахово-Бемиж.